# Verchin
Verchin – miejscowość i gmina we Francji, w regionie Hauts-de-France, w departamencie Pas-de-Calais.
Według danych na rok 1990 gminę zamieszkiwało 220 osób, a gęstość zaludnienia wynosiła 21 osób/km² (wśród 1549 gmin regionu Nord-Pas-de-Calais Verchin plasuje się na 997. miejscu pod względem liczby ludności, natomiast pod względem powierzchni na miejscu 297.).